# Boards of Canada
A Boards of Canada egy skót elektronikus zenei duó, melyet a két testvér: Michael Sandison és Marcus Eoin Sandison alapított. Számos EP-t és három albumot készítettek, melyek közül a legjelentősebb a Music Has the Right to Children. Michaelt és Marcust jelentősen inspirálták a National Film Board of Canada dokumentumfilmjei, a nevet is innen vették. Pár korábbi munkájukat Hell Interface címen adták ki.

## Zenei koncepció
Zenéjükben szerves egészet alkot a hagyományos és az elektronikus hangszerek együttes használata. A meleg analóg hangzások, a 70-es évek televíziós adásaira emlékeztető, szálkás, rétegszerűen elhelyezett és egymásba kevert minták, az emberi hangfoszlányok gyermekkor iránti nosztalgiát ébresztenek a hallgatóban. Az együttes produkcióit a szándékolt tökéletlenség jellemzi, kezdve az elmosódott, rossz minőségű polaroid képeket imitáló lemezborítóiktól, a számokban felcsendülő atonális dallamokon át a rázkódó, alul/túlexponált videóklipjeikig.

## Rejtett üzenetek
A Boards of Canada zenéje túlmutat a lemezeiken felcsendülő akkordokon, jó példája ennek a Geogaddi. Az album 23 számot tartalmaz, melyet számmisztikai szempontból fontos szimbólumnak tartanak. A lemez visszatérő motívuma a hatos, mely a Biblia szerint a Sátán száma. Például: a Geogaddi album összesen 66 perc és 6 másodperc hosszú, a lemez hatodik száma 6 perc és 12 (vagyis 6+6) másodperc. A wav formátumba konvertált anyag 666 MB-ot tesz ki.
A duó a Hexagon Sun névre keresztelt, hatszögletű skót bunker-komplexumban alkotja zenéit, a hatszög megjelenik a Geogaddi kaleidoszkóp-szerű borítóján is.

## Diszkográfia

### Korai kiadványok
Ezen albumokból csak alig száz darab készült, és a szűk családi és baráti körön kívül nem is hallhatta őket senki – csupán az utolsó három került fel különböző internetes megosztó oldalakra.
- Catalog 3 – (Music70, 1987)
- Acid Memories – (Music70, 1989)
- Closes Volume 1 – (Music70, 1992)
- Play By Numbers – (Music70, 1994)
- Hooper Bay – (Music70, 1994)
- Boc Maxima – (Music70, 1996)
- A Few Old Tunes – (Music70, 1996)
- Old Tunes Vol. 2 – (Music70, 1996)

### Kereskedelmi forgalomba került kiadványok
- Twoism – (Music70, 1995, újra kiadva 2002-ben a Warp által)
- Aquarius / Chinook – (Skam, 1998)
- Hi Scores – (Skam, 1996)
- Music Has the Right to Children – (Warp/Skam, 1998)
- Peel Session TX 21/07/1998 – (Warp, 1999)
- In A Beautiful Place Out In The Country – (Warp, 2000)
- Geogaddi – (Warp/Music70, 2002)
- The Campfire Headphase – (Warp, 2005)
- Trans Canada Highway – (Warp, 2006)
- Tomorrow’s Harvest – (Warp, 2013)